# فلات اولیوکما-چارا
فلات اولیوکما-چارا (روسی: Олёкмо-Чарское плоскогорье) یک فلات در یاقوتستان کشور روسیه است.